# نظرية الحقيقة الانكماشية

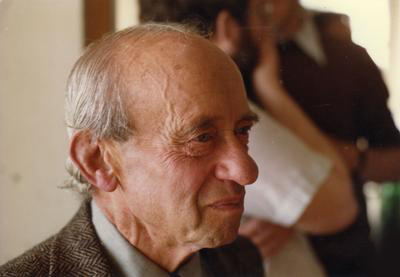

في مجال الفلسفة وعلم المنطق، يشير مصطلح نظرية الحقيقة الانكماشية إلى واحدة من مجموعة من النظريات التي تشترك جميعها في الفكرة التي مفادها أن التأكيدات التي يكون فيها مُسند الحقيقة في عبارة ما لا ينسب بالضرورة خاصية تُدعى الحقيقة إلى مثل هذه العبارة.

## نظرية التكرار
قد يكون العالم كوتلب فريج أول عالم منطق فلسفي عبّر عن شيء قريب من الفكرة القائلة إن المُسند «هو حقيقي» ولا يحمل أية معلومة إضافية تزيد عن العبارة التي يُنسب إليها.

ومن الجدير بالملاحظة أن العبارة التي تقول «أشتم رائحة البنفسج» لها نفس محتوى العبارة التي تقول «صحيح أنني أشتم رائحة البنفسج». وهكذا يبدو إذًا أنه لم تتم إضافة شيءٍ إلى الفكرة القائمة من خلال قيامي بنسبتها إلى خاصية الحقيقة. (فريج، 1918).

ومع ذلك، يرجع الفضل في أول محاولة جادة لصياغة نظرية الحقيقة، والتي سعت نحو تحديد مسند الحقيقة من الوجود بطريقة منهجية، إلى العالِم فرانك رمزي. ويعتقد رمزي، الذي تتعارض أفكاره مع التيارات السائدة في هذه العصور، أن الأمر لا يقتصر على عدم ضرورة إنشاء نظرية الحقيقة على أساس نظرية المعنى (أو المحتوى العقلي) السابقة لها فحسب، بل كذلك بمجرد صياغة نظرية المحتوى بطريقة ناجحة، فسيبدو من الواضح أنه لم يعد هناك حاجة لنظرية الحقيقة، حيث سيظهر مسند الحقيقة عندها مكررًا. وبالتالي، عادةً ما يُشار إلى نسخته المحددة من الانكماشية باسم نظرية التكرار. وقد ذكر رمزي أنه في السياقات الطبيعية التي نقوم من خلالها بنسبة الحقيقة إلى قضية ما بشكل مباشر، كما في «صحيح أن القيصر اغتيل»، لا يبدو أن المسند المتمثل في «صحيح» يحمل أي معنى إضافي. فعبارة «صحيح أن القيصر اُغتيل» تحمل ببساطة معنى «اُغتيل القيصر» وعبارة «من الخطأ أن القيصر اُغتيل» تعمل ببساطة معنى «لم يُغتل القيصر».
وبالطبع، كان رمزي مفكرًا حذرًا وأثبت على الفور أن مجرد حذف مسند الحقيقة من كل العبارات التي تما استخدامها في اللغة العادية لا تمثل الطريقة التي نعالج بها المسألة عند محاولتنا إنشاء نظرية الحقيقة الشاملة. فعلى سبيل المثال، إليك هذه العبارة كل ما يقوله جون صحيح. ويمكن ترجمة ذلك بسهولة إلى الجملة الاصطلاحية إلى جانب المتغيرات التي تحدث على نطاق الجمل بالنسبة لكل ع، إذا قال جون ع، بالتالي تصبح ع صحيحة. ولكن في نفس الوقت، ستؤدي محاولة حذف «صحيح» من الجملة بطريقة مباشرة، استنادًا إلى تفسير معياري بالدرجة الأولى لعملية التحديد الكمي عند وقوعها في الجملة مفعولًا به، إلى أن تصبح الصياغة خاطئة فتظهر بهذا الشكل بالنسبة لكل ع، إذا قال جون ع، فإن ع. فتعتبر هذه الجملة خاطئة نظرًا لضرورة استبدال ع، في هذه الحالة، باسم مفعول به وليس بجملة. فقد أشار رمزي في نهجه الذي اتبعه إلى إمكانية التعبير عن الجمل مثل «إنه دائمًا على حق» من حيث العلاقات التالية: «بالنسبة لكل من أ وص وب، إذا أكد على صحة أ ص ب, فتكون النتيجة أ ص ب».
علاوةً على ذلك، لاحظ رمزي أنه على الرغم من أنه من الممكن بسهولة تقديم العبارات المُعاد صياغتها والتعريفات الخاصة به بسهولة في رمزية منطقية، لكن تكمن المسألة الأكثر جوهرية في أنه، في اللغة الإنجليزية العامية، سيؤدي حذف مسند الحقيقة في عبارة مثل كل ما ذكره جون صحيح إلى ظهور العبارة بهذا الشكل "إذا قال جون شيئًا، بالتالي "فإن". وقد عزا رمزي ذلك إلى وجود خلل في اللغة المألوفة، مشيرًا إلى أن مثل تلك الجمل المتكونة من كلمة واحدة تحل محل الجملة الكاملة كـ "أن" و"ماذا" تُعامل باعتبارها ضمائر. ويعمل ذلك على "إثارة مشاكل مفتعلة كما حدث عند دراسة طبيعة الحقيقة، والتي تختفي بمجرد التعبير عنها برمزية منطقية..." ووفقًا لرمزي، لا يكمن السبب سوى في قلة اللغات الطبيعية، وهو ما أسماه، الجمل المتكونة من كلمة واحدة تحل محل الجملة الكاملة (التعبيرات التي تحل محل الجمل كما تحل الضمائر محل الأسماء)، وبالتالي لا يمكن تعريف مسند الحقيقة دون اعتبار كافة السياقات الواردة فيها.
لقد تبنى ألفرد آير فكرة رمزي ثم أضاف إليها بعدًا آخر من خلال إظهار أن تكرار مسند الحقيقة يعني أنه لا توجد خاصية مثل الحقيقة.

## وصلات خارجية
- Stoljar, Daniel and Damnjanovic, Nic (2007), "The Deflationary Theory of Truth", Stanford Encyclopedia of Philosophy, Edward N. Zalta (ed.), .